# Rabós
Rabós is een gemeente in de Spaanse provincie Girona in de regio Catalonië met een oppervlakte van 45 km². Rabós telt 188 inwoners (1 januari 2016).

## Demografische ontwikkeling
Bron: INE, 1857-2011: volkstellingen
Opm.: In 1857 werden de gemeente Delfía en San Quirico de Culera aangehecht